# NGC 6415
NGC 6415 est un groupe d'étoiles situé dans la constellation du Scorpion. L'astronome écossais James Dunlop a enregistré la position de ce groupe le 26 aout 1826